# Heidrun (mitologia)
Heidrun (dal norreno Heiðrún) è la capra che mangia le foglie dell'albero Læraðr (a volte identificato con Yggdrasill), e dalle cui mammelle viene prodotto l'idromele.
Etimologicamente è composto da due termini: il primo potrebbe essere heið ("cielo chiaro", "cielo brillante"), heiðr ("brillante", "chiaro") o anche heiðr (identico al precedente, ma col significato di "pagano"); il secondo potrebbe essere rún ("segreto", da cui anche Runar, Sigrun e Gudrun), rúnar ("storia segreta") o rúna ("amico intimo").